# Смирнов, Валериан Николаевич
Валериа́н Никола́евич Смирно́в (более известный в медицинской литературе под псевдонимом «д-р Идельсо́н»; 1849—1900) —  русский эмигрант и публицист, редактор, переводчик.

## Биография
Родился в 1849 году. В 1866 году с золотой медалью окончил 4-ю Московскую гимназию. Учился на медицинском факультете Московского университета, откуда в 1869 году за студенческую историю был исключен до окончания курса.
В 1871 году, опасаясь привлечения к суду по Нечаевскому процессу, эмигрировал и поселился в Цюрихе.
В 1873—1878 гг. был соредактором издававшегося П. Л. Лавровым русского социалистического журнала «Вперед!», где напечатал, в частности, ряд статей под общим названием «Летопись рабочего движения», представляющий ценный материал по истории рабочего движения Западной Европы (особенно Германии) и Северной Америки 1870-х гг. После ухода П. Л. Лаврова из редакции журнала В. Н. Смирнов возглавил редакцию.
Позже занимался переводами сочинений по общественным вопросам на русский язык, а также составлением рефератов по медицине на английском и русском языках, в которых он знакомил иностранцев с работами русских и славянских врачей и, наоборот, русских с работами заграничных. Медицинские рефераты помещал в английских и американских журналах — «The British Medical Journal» и др., и в русских — «Медицинском обозрении», «Врачебных Ведомостях», «Враче» и др. Писал также популярные медицинские статьи.
Умер в Берне в 1900 г. В № 18 газеты «Врач» за 1900 год были помещены некролог В. Н. Смирнова и его портрет, а в № 25 — статья о нём: «Памяти замечательного человека».